# ГАЗ-23
ГАЗ-23 «Волга» — советский автомобиль среднего класса производства Горьковского автомобильного завода, выпускался с 1962 до 1970 года на базе обычного седана ГАЗ-21, пришёл на смену М-20Г на базе М-20 «Победа», был заменён ГАЗ-24-24 на базе ГАЗ-24 «Волга» второго поколения. Официально в закрытых документах именовался «быстроходный автомобиль» или «машина сопровождения» и являлся более мощной версией базового автомобиля для КГБ и других спецслужб СССР и союзных социалистических стран, в продаже для рядовых или «номенклатурных» граждан не был.

## Предыстория
Ещё с 1930-х годов на Горьковском автозаводе малыми сериями выпускали быстроходные автомобили среднего класса для силовых ведомств. Выпускались такие машины на базе «Эмки» ГАЗ-М1 (вариант с американским Ford Flathead V8), затем «Победы» (М-20Г с 90-сильным двигателем от ЗИМа).
Разработка форсированного ГАЗ-23 на базе нового массового автомобиля ГАЗ-21 «Волга» началась с 1959 года группой под руководством Б. Дехтяра. При этом был применён ряд оригинальных конструктивных и технологических решений, в частности, двигатель устанавливался с наклоном вдоль оси коленвала на 2° с большой точностью для предотвращения задевания за детали подкапотного пространства при работе.

## Общие сведения
Автомобиль выпускался с 1962 года и имел отличия адаптацией к установке восьмицилиндрового двигателя модели ЗМЗ-23 (на базе ЗМЗ-13 от «Чайки») объёмом 5,526 литра с автоматической коробкой передач. Двигатель представлял собой мотор от «Чайки» ГАЗ-13, но с некоторыми адаптационными отличиями. Автоматическая коробка передач отличалась от «Чайки» только блоком переключения — у ГАЗ-13 использовались кнопки, а у ГАЗ-23 — подрулевой рычаг. На автомобилях рычаг был оформлен внешне под стандартный для ГАЗ-21 с АКПП. Известны и иные варианты, но они, с большой вероятностью, являются самоделками.
Кузов автомобиля был серьёзно усилен, в частности имел усиленные передние лонжероны и полностью оригинальную маску радиатора, отличающуюся по форме от ГАЗ-21 для установки радиатора большего размера, за основу взятого с ГАЗ-13 Чайка, но опять же со своими отличиями. Масса автомобиля возросла более чем на 300 кг.
В багажнике некоторых экземпляров устанавливался балласт (часто обозначаемый как «свинцовая плита») для улучшения развесовки (однако сохранившихся экземпляров с балластом или креплениями для него не известно; впрочем, практически все сохранившиеся машины существенно переделаны). По другой информации, установка балласта производилась уже на местах, и в его роли использовались, в частности, бордюрные камни. Также замок багажника имел особый механизм запирания из салона, который блокировал открытие багажника извне.
Из-за жёсткого температурного режима значительно была модифицирована система тормозов — автомобиль получил новые тормозные барабаны, изготовленные по оригинальной технологии, тормозные колодки повышенной износостойкости, главный тормозной цилиндр оригинальной конструкции (от ГАЗ-21 с АКПП, похож на цилиндр ГАЗ-13). Применялась оригинальная тормозная жидкость АСК на основе изоамилового спирта в смеси с касторовым маслом. Впрочем, усилитель тормозов на ГАЗ-23 никогда не устанавливался.
Подвеска также была модифицирована. Спереди стояли усиленные пружины с прутком увеличенного диаметра, а в задней подвеске — оригинальные рессоры с листами увеличенной толщины (6,5 мм, у ГАЗ-21 — 6 мм, кроме коренного листа, который имел толщину 6,5 мм) и рычажные амортизаторы, скорее всего — от ГАЗ-21 ранней модификации с более мощными клапанами от ЗИМа.
С установкой V-образного двигателя появился вопрос о установке двух выхлопных труб от коллекторов и двух глушителей. Часть машин имела на выходе две выхлопные трубы, некоторые — одну сдвоенную. Именно в связи с установкой этой системы была сделана легендарная «выпуклость» в ногах переднего пассажира, которая является одной из отличительных особенностей автомобиля. Главная пара заднего моста была оригинальной разработки, с передаточным отношением 3,38. Позднее её стали ставить и на «Чайки» (до этого на них был пара с отношением 3,58). Сам картер моста и полуоси были штатными.
Были автомобили и с двумя аккумуляторами, которые устанавливались спереди. По одной из версий, такие модификации были сделаны для установки дополнительного оборудования связи в багажнике.
Максимальная скорость со всеми этими модификациями по результатам испытаний превысила 170 км/ч, но в технические условия было внесено значение 160 км/ч (ГАЗ-21 со штатным двигателем разгонялась до 130 км/ч). Разгонная динамика также значительно улучшилась — по оценке издания «Дром», вместо 34 секунд базового седана и 18 секунд «Чайки» ГАЗ-23 с АКПП должен был разгоняться до 100 км/ч за 16 секунд.
Из необычных технических особенностей конструкция предусматривала отдельное включение левой и правой фары.

## Технические характеристики
- Низшие точки автомобиля (с полной нагрузкой): поперечина передней подвески — 200 мм; труба глушителя — 190 мм; картер заднего моста — 190 мм.
- Радиус поворота (по колее наружного переднего колеса) — 6,3 м.
- Углы свеса (с полной нагрузкой): передний — 24°; задний — 19°.

## Модификации
- ГАЗ-23 — базовая модель;
- ГАЗ-23А — с механической коробкой передач (опытная);
- ГАЗ-23А1 — со спецоборудованием;
- ГАЗ-23Б — с улучшенной отделкой;

## Производство и распространение
Автомобиль находил широкое применение в Комитете госбезопасности, в частности, использовался для сопровождения колонн правительственных лимузинов «Чайка» и ЗИЛ, а также для патрулирования на высокой скорости.